# Associazione Calcio Rovigo 1943-1944
Questa pagina raccoglie le informazioni riguardanti l'Associazione Calcio Rovigo nelle competizioni ufficiali della stagione 1943-1944.

## Stagione
Impossibilitata a far disputare un campionato vero e proprio su base nazionale la FIGC, trasferita da Roma a Milano, elabora due tornei differenti dapprima col governo defascistizzato e poi in ambito R.S.I. con l'Italia divisa fra occupata dai tedeschi e già liberata dalle truppe alleate.
L'organizzazione della prima fase del torneo è demandata ai Direttori di Zona e il Rovigo disputa il girone A gestito dal Direttorio III Zona del Veneto. Malgrado i continui allarmi aerei i rodigini ottengono sei punti piazzandosi in sesta posizione.

## Rosa
| N. |                   | Ruolo | Calciatore           |
| -- | ----------------- | ----- | -------------------- |
|    | Italia (bandiera) | C     | Giovanni Acciavatti  |
|    | Italia (bandiera) | P     | Dino Ballarin        |
|    | Italia (bandiera) | C     | Francesco Battaglini |
|    | Italia (bandiera) | D     | Vito Bovi            |
|    | Italia (bandiera) | C     | Ennio Brancalion     |
|    | Italia (bandiera) | C     | Antonio Brigo        |
|    | Italia (bandiera) | A     | Giuseppe Brunello    |
|    | Italia (bandiera) | A     | Romolo Camuffo       |
|    | Italia (bandiera) | A     | Raffaele Ceciliato   |
|    | Italia (bandiera) | A     | Riccardo Dalla Torre |
|    | Italia (bandiera) | C     | P. De Sarmatis       |
|    | Italia (bandiera) | C     | Destro               |

| N. |                   | Ruolo | Calciatore           |
| -- | ----------------- | ----- | -------------------- |
|    | Italia (bandiera) | A     | Di Giacomo           |
|    | Italia (bandiera) | A     | Dino Ferrari         |
|    | Italia (bandiera) | C     | Sesto Fiorini        |
|    | Italia (bandiera) | A     | Pietro Girelli       |
|    | Italia (bandiera) | A     | Oreste Isoardi       |
|    | Italia (bandiera) | A     | Giuseppe Lanzone     |
|    | Italia (bandiera) | D     | Walter Magosso       |
|    | Italia (bandiera) | D     | Bruno Mingardi       |
|    | Italia (bandiera) | A     | Nicolò Nicolosi      |
|    | Italia (bandiera) | A     | Prosdocimo Paparella |
|    | Italia (bandiera) | D     | Leonardo Pelà        |
|    | Italia (bandiera) | P     | Italo Vania          |